# Sunny Ridge
Sunny Ridge (englisch für Sonniger Grat) ist ein 1,5 km langer, teilweise eisfreier und weit über 2700 m hoher Gebirgskamm in der antarktischen Ross Dependency. Im Königin-Maud-Gebirge erstreckt er sich vom Mount Weaver in westlicher Richtung. Er ragt nahe der Westflanke des Scott-Gletschers an dessen Kopfende auf.
Eine vom Geologen George Alexander Doumani (* 1929) geleitete Mannschaft der Ohio State University nahm 1962 Vermessungen vor. Doumani benannte ihn nach dem Wetterbedingungen, auf die sie beim Aufstieg auf den Gebirgskamm getroffen war.